# Кузен (река)
Кузен (фр. Cousin) је река у Француској. Дуга је 67 km. Улива се у Кир. 